# Agathonas Iakovidis
Agathonas Iakovidis (Αγάθωνας Ιακωβίδης, født 2. januar 1955, død 5. august 2020) var en græsk sanger. Han repræsenterede Grækenland ved Eurovision Song Contest 2013.